# دهستان حسین‌آباد کردها
دهستان حسین‌آباد کردها یکی از دهستان‌های شهرستان آرادان در استان سمنان ایران است که در بخش مرکزی شهرستان آرادان قرار دارد.

## جمعیت
براساس سرشماری مرکز آمار ایران در سال ۱۳۹۵، جمعیت دهستان حسین‌آباد کردها ۲۲۷۵ نفر (در ۷۹۸ خانوار) بوده‌است.